# Contea di Wuqia
La contea di Wuqia (乌恰县S) è una contea della Cina, situata nella regione autonoma di Xinjiang e amministrata dalla prefettura autonoma kirghisa di Kizilsu.